# 李全
李 全（り ぜん、? - 1231年）は、金末に活躍した紅襖軍の首領の一人。濰州北海県の出身。
当初は金朝からの支配を脱するべく「紅襖軍」と呼ばれる反乱軍の頭目として自立したが、後には南宋に帰順して「忠義軍」と呼ばれ金朝軍との戦いに従事した。しかし晩年にモンゴル帝国の侵攻を受けて降伏し、モンゴルの庇護の下益都一帯を支配する漢人世侯としての勢力を確立した末に亡くなった。その一生を通じて金朝・反乱軍・南宋・モンゴル帝国と所属を幾たびも変えた末に戦死しため、モンゴル時代（元代）より批判的に評されることが多かったが、近年では忠義人として評価する研究者もおり、その評価については議論がある。

## 概要

### 紅襖軍に加わるまで
李全は濰州北海県の農家の子で、3人兄弟の末子であったため、「李三」とも呼ばれていた。生年については記録がないが、活動開始時期からして1180年頃の生まれとみられる。李全は長じると弓馬の腕を磨き、特に鉄槍の扱いに長けていたことから、「李鉄槍」と号されたという。山東地方の地方志である『斉東野語』によると、李全は当初牛馬の販売を生業としていたが、益都府で知り合った商人の張介とともに漣水県に行く途中に盗賊にあって財産を失い、やむなく漣水県の弓卒になったとされる。
この頃、山東地方では金朝の強行した「冒占官地の分配」政策によって土地を失った農民が反金感情を高まらせており、河北の領土奪還を掲げる南宋がこれを利用しようと企んでいた。1205年（開禧元年）5月27日、李全は南宋の鎮江都統の戚拱が派遣した朱裕と組んで漣水県を焼き討ちし、6月2日まで5日に渡って漣水県を占拠した｡ところが、これに激怒した金朝朝廷が南宋に責任者の処罰を求めた所、南宋はあっさり李全らを見限り、同年8月に朱裕を殺害してその首を金・宋国境上で晒し首とした。なお、この1件は『宋史』李全伝などには記録がなく、『宋史』寧宗紀や『金史』章宗紀にのみ記述されている。

### 紅襖軍頭目としての自立
その後 1210年代に入るとモンゴル帝国が金朝領全土を席捲し、1213年には山東地方に侵攻した東道諸王率いる部隊によって李全の母と長兄もこの時殺害されたと伝えられる。連年の金・南宋・モンゴル3国の征戦に巻き込まれ困窮した山東地方の民はここに至って遂に蜂起し、1211年頃より「紅襖軍」と呼ばれる反乱軍を形成した。この頃の紅襖軍は楊安児・劉二祖という有力者によって2分されており、前者は金朝の行政区分で言う所の山東東路を、後者は山東西路を中心にそれぞれ勢力を拡大していた。一方、李全は生き残った次兄の李福とともに数千の兵を集め、自立して密州西南の九仙山を根拠地とした。この頃の李全の配下には、劉慶福・国安用・鄭衍徳・田四・于洋・于潭らが傘下についた。九仙山は要害であるだけでなく塩徒・密売人・反乱者・盗賊などが集う山東地方の重要な結節点であり、李全は内陸部と産塩地を往来する塩徒を配下において様々な情報を得ていたと考えられている。なおこの頃、楊安児配下の元帥が密州を拠点としていたが、両者の間に交流があったとの記録は存在せず、李全は楊安児勢力を競合相手として距離を置いていたようである。

### 楊安児勢力の継承
しかし、1212年（崇慶元年/嘉定5年/壬申）にモンゴル軍と金朝との間で一時的に和議が結ばれると、金朝は僕散安貞率いる討伐軍を派遣して紅襖軍を鎮圧しようと図った。金朝は完顔霆を山東行省に、黄摑を経歴官に任命し、彼らによって滴水で敗北した楊安児は南方に逃れる道を断たれ、即墨に逃れようとした。これに対し金軍は楊安児の首に千金をかけたため、楊安児は船に乗った所で殺されてしまった。楊安児には子供がいなかったが、妹の四娘子が女性ながら騎射に長けた剽悍な人物で、楊安児の配下であった劉全が残党を集めて四娘子を推戴した。首領となった四娘子は「姑姑」と呼ばれて1万余りの残党軍を率い磨旗山を拠点としたが、ここに金朝からの攻撃を免れていた李全が合流し、李全と四娘子は結婚して李全が首領の地位を継ぐこととなった。一方、劉二祖もまた僕散安貞の攻撃によって敗死し、その勢力は一時的に霍儀が継承していた。
この頃、金朝が開封への遷都（貞祐の南遷）を強行したことを切っ掛けにモンゴル軍は侵攻を再開したため、河北一帯は事実上の無政府状態に陥り、金朝は李全ら紅襖軍残党に手を出す余力を失っていた。この間、李全は山東東路の沿海地方に勢力を拡大し、劉二祖の勢力を継承した霍儀とも戦って勝利を収めている。その後、霍儀は沂州を攻撃して失敗し、徐州に向かう途上で殺されたため、その残党のうち彭義斌らは李全に降り、残りは石珪らに率いられて自立した。

### 南宋への帰順
更に、1217年（貞祐5年/嘉定10年/丁丑）には故地回復を掲げる南宋も金朝と開戦したが、このために山東地方にあって自立する李全ら紅襖系勢力がにわかに注目されるに至った。この時、かつて楊安児の下にいたが南宋に亡命した沈鐸・季先らが知楚州の応純之の命を受けて紅襖系勢力を味方に引き入れるべく活動し、ここに至って食料不足に悩んでいた紅襖系首領は次々に南宋に帰順を表明した。南宋側は軍を沈鐸と高忠皎の二手に分けて金朝領に侵攻しており、李全は5千の兵を率いて高忠皎軍に合流して海州を攻めたが、この時は食料不足のため一時東海に退却している。12月、李全は改めて兵を分けて莒州を攻撃し、守将の蒲察李家を捕らえることに成功した。また、配下の別将は密州を攻略し、兄の李福は青州を平定したため、李全の功績を認めた南宋朝廷は1218年（興定2年/嘉定11年/戊寅）正月10日（壬午）に正式に李全を京東路総管に任命した。応純之は北伐軍が勝利を重ねるのを見て朝廷に今こそ中原恢復の時であると進言したが、南宋朝廷の実権者であった丞相の史弥遠は開禧用兵が失敗した経験から北伐には慎重な態度を示した。一方、これより李全らは南宋より「忠義軍」と呼ばれるようになり、また「忠義糧」と呼称された1万5千人分の食糧が南宋より紅襖軍＝忠義軍に支給されるようになった。ただし、この「忠義糧」は紅襖軍を南宋に帰順させた立役者の沈鐸らに優先して支給されており、これが後の紅軍どうしでの内部対立の遠因となった。
しかし1218年に入ってからは金朝側も逆襲を開始し、4月22日（丁卯）には南宋軍が膠西で敗れ、来援した李全も敗走した。また、4月27日（戊辰）には密州で李全は敗れて将校数十人・士卒700人が金軍に降り、5月4日（甲戌）には莒州・日照県の南でも招撫副使の黄摑に敗れて40里にわたって追撃を受けた。なお、李全と協力関係にあった高忠皎も海州に侵攻したものの2月に朐山で戦死したが、その勢力は李全が継承したようで、同年5月には李全が海州への侵攻を南宋側に申し出ている。6月からは海州の包囲を開始したが経略の阿不罕の奮闘によってなかなか降らず、7月には鄆州・単州・邳州・徐州から得た援軍とともに高橋で戦闘したが勝利を得られず、やむなく石秋に退守した。その後、李全は方向を変えて密州を再度攻め、9月11日（庚寅）にはようやく招撫副使の黄摑を捕虜として密州を占領することに成功した。

### 忠義軍の内紛
1219年（興定3年/嘉定12年/己卯）に入る頃には山東からの流民が際限なく南宋領に逃れてきたため南宋側も物資不足となり、また罷免された応純之の後任の権知楚州の梁丙が忠義糧を削減して漣水軍の自然崩壊を図ったため、最も勢力の小さかった石珪が食料不足に陥った。追いつめられた石珪らは同年1月に「忠義糧」を運ぶ舟を奪い、2月には2万の兵を率いて淮河を渡り楚州南度門を攻撃するという事件を起こした（南度門の変）。これを受けて梁丙は説得のため李全を石珪の下に派遣し、石珪は李全の仲介を受け入れて撤兵し、淮西に侵攻した金軍を迎え撃つために盱眙方面に移ることとなった。同年閏3月、李全は根拠地の東海で選抜した精鋭軍を率いて楚州から出撃し、忠義統轄の季先率いる漣水忠義軍とともに金軍を破ったが､ 李全は「盧鼓槌」の異名を持つ金の猛将の紇石烈牙吾塔や僕散安貞を破る大功を立てた。僕散安貞は楊安児・劉二祖ら紅襖軍の第一世代を討伐した張林であり、この一戦によって李全の声望は忠義軍の中で随一になったとみられる。6月には更に益都を拠点とする金の元帥の張林を投降させたため、これによって青州・莒州・密州・登州・萊州・濰州・淄州・浜州・棣州・寧海州・済南府の12州が李全に投降し、7月中には山東の大部分の経略を完了した。
同年9月、江淮制置使を発展解消する形で淮東制置使が成立し、以後この機関が紅襖軍＝忠義軍を監督する地位に就いた。一方、同時期に李全は広州観察使・左衛将軍・京東忠義諸軍都統制・楚州駐札に任命されたが、これは名実ともに李全が忠義軍の統率者の地位を認められたことを意味した。しかし、歴代の淮東制置使は忠義軍への統制を強めようと厳しい態度で臨んだため、年を経るごとに淮東制置使と忠義軍の対立は激化し、結果として5人の淮東制置使の内3人までもが忠義軍の叛乱に遭って殺害されるという結果に終わっている。9月14日（丙午）に新しく主管淮東制置司公事兼節制京東河北路軍馬に任命された賈渉は「昔の患は亡金だけであったが、今の患は更に山東忠義と北辺（＝モンゴル）が加わっている（昔之患不過亡金、今之患又有山東忠義与北辺）」と評しており、忠義軍を潜在的な敵対勢力とみて事あるごとに忠義諸軍の勢力を殺ぐことを図った。賈渉はまず石珪・陳孝忠・夏全らの軍を分けて両屯とし、李全軍は五砦とした。そして陝西義勇法を用いて諸軍を淘汰し、三万人を整理し、残りの六万人弱に入れ墨して忠義軍として登録し、南軍七万人の監視下に置いた。一方で、これと並行して李全軍に対しては2万人分の銭糧が増額され、楚州に従屯することを許すという懐柔策も講じている。
1220年（興定4年/嘉定13年/庚辰）に入ると朝命を受けて出兵し、南宋に内附を求めた厳実の協力によって魏州・博州・恩州・徳州・懐州・衛州・開州・相州の9州を平定した。その後、楚州や盱眙の忠義軍部隊を率いて東平府を攻撃したが、盱眙忠義軍は本来石珪の影響下にある部隊であり、李全は他の忠義軍にも影響力の浸透を図っていたようである。

### 忠義軍の併合
1220年6月、漣水忠義軍を統轄していた季先が、南宋政府に暗殺されるという事件が起こった。賈渉をはじめ南宋の側では季先の死後、南宋から派遣した将に忠義軍を率いさせようと企んでいたが、予想に反して裴淵・宋徳珍・孫武正・王義深・張山・張友ら漣水忠義軍は石珪を新たな首領として迎え入れた。このような経緯から右珪は南宋朝廷に敵視され、同年末には遂にモンゴル帝国に単身投降するに至った。残された漣水忠義軍は李全軍に吸収され、また石珪配下の盱眙忠義軍についても、李全が盱眙忠義都統に任じられたことで支配下に入った。
1221年（興定5年/嘉定14年/辛巳）正月、賈渉に対して劉卓とともに泗州を攻めることを請い、許されると盱眙より淮河を渡ってまず泗州の西城を攻めた。これを受けて金朝の側では「盧鼓槌」紇石烈牙吾塔を派遣し、李全はこれに大敗して撤退せざるをえなくなった。1222年（元光元年/嘉定15年/壬午）2月には劉卓が再び泗州西城を奪取し、更に紇石烈牙吾塔配下の張恵が李全に寝返ったことでその部下数千人を配下に入れることとなった。またこの頃、塩場を巡って李全の兄の李福と張林が対立し、張林もまた石珪と同様にモンゴルに投降したが、後に邢徳という張林の副官が配下を率いて復帰したため、李全に打撃を与えるまでには至らなかった。

### 南宋との対立
1223年（元光2年/嘉定16年/癸未）5月、初代の淮東制置使の賈渉が忠義軍の反抗に遭って楚州を追い出されるという事件が起き、文臣では力不足とみた南宋朝廷は武臣たる淮西都統の許国を朝議大夫・淮東制置使に抜擢した。許国は南宋政府の期待通り忠義軍弾圧を遂行したが、これに反発する李全と南宋側の溝はより深まった。1224年（正大元年/嘉定17年/甲申）11月、許国は両淮馬歩軍13万人を楚州城外に集めて忠義軍を威圧したが、このような許国の態度は李全ら忠義軍の反感を集めた。
1225年（正大2年/宝慶元年/乙酉）正月、史弥遠の策動により帝位継承から排除された済王趙竑は湖州に移されたが、土豪の潘壬・潘甫などが企てた反乱に巻き込まれた。潘甫は密かに李全と連絡して済王を擁立することを知らせ、李全も期日に合わせて呼応することを約したが、実は形勢を観望するまま助けてくれなかった。李全の援軍が到着せず、クーデターの謀議が発覚することを憂慮した潘壬らは塩賊1千人余りを集めて湖州城にいた済王を訪ねて推戴し、李全軍20万が済王擁立のため南下してくると扇動した。しかし、潘壬の群れが烏合の衆に過ぎないという事実に気づいた済王が朝廷に変を告げ、潘壬・潘甫などはみな誅殺された。湖州での事変に驚愕した史弥遠は刺客を送り済王も殺害したが、李全と結託したという潘壬らの虚言に人々が大いに動揺したとの逸話が伝えてくれるように、この頃の李全軍は既に強大な武力として南宋朝廷から警戒されていたようである。同年2月、益都の李全の命を受けた劉慶福が楚州で叛乱を起こすと、許国は襲撃を受けて落命してしまった（劉慶福の乱）。この叛乱には兵数千を率いて揚州に駐屯していた劉全も呼応し、盱眙の南軍にも不穏な動きがあり、他の忠義軍が連鎖的に叛乱を起こすことを恐れた南宋朝廷は結局李全たちを罰することができなかった。このような経緯を経て南宋朝廷は忠義軍に対し懐柔策に転じ、三代目の淮東制置使には李全と親交が厚かった徐晞稷を任命した。徐晞稷は当初こそ叛乱を起こした者たちを斬首するなど厳しい態度で挑んだが、後には彭義斌と対立した李全を救うなど、李全に味方する行動が多かった。

### モンゴルへの投降
1226年（正大3年/宝慶2年/丙戌）3月1日、遂にモンゴル軍が山東地方に大挙侵攻してまず青州を陥落させ、各地で敗北を喫した李全は益都に入って籠城を始めた。李全は南宋に援軍を求めたものの、南宋側ではこの機会をとらえて親李全派の徐晞稷を罷免して9月に劉卓を知楚州兼淮東制置使に抜擢し、事実上李全を見捨てる形となった。
1227年（正大4年/宝慶3年/丁亥）2月、李全が包囲を受け危機的な状況の中、南宋領で孤立した李全の妻の四娘子は夏全に助けを求め、これを受けて夏全は蜂起し李福とともに劉卓を攻撃した。この叛乱によって劉卓は死に追い込まれ、南宋朝廷は再び態度を変え李全と親交の深かった姚翀を起用したが、時既に遅く食糧の尽きた李全は同年4月にモンゴル軍に降ることとなった。
以後、李全は矛先を変えて南宋への攻撃を繰り返したが、1231年（正大8年/紹定4年/辛卯）正月に南宋軍との戦いの中で敗死した。死後、その勢力は一時的に妻の四娘子が受け継いだが、後には李全の養子であった李璮が継承することとなった。